# Marta Nieto
Marta Nieto est une actrice espagnole, née le 30 janvier 1982 à Murcie (Espagne).
Elle a notamment reçu le Prix de la meilleure actrice Section Orizzonti à la Mostra de Venise en 2019 pour son rôle dans Madre.

## Biographie
Marta Nieto est diplômée de l'École supérieure des arts dramatiques de Murcie. Dans les années 2000, elle commence à faire des apparitions dans des séries espagnoles comme Hospital Central en 2005, Hermanos y detectives (série argentine) en 2007, mais aussi dans la série hispano-colombienne Karabudjan en 2010.
Au cinéma, elle apparaît en 2006 dans le film d'Antonio Banderas El camino de los ingleses, film connu sous le titre de Summer rain, et en 2008 dans le film de Rodrigo Sorogoyen et Artur Valls 8 Citas.
En 2019, elle joue le rôle d'Elena, dans le film Madre de Rodrigo Sorogoyen, rôle qui la fera connaître du public. Elle remportera à cette occasion le Prix de la meilleure actrice Section Orizzonti à la Mostra de Venise, et le Prix de la meilleure actrice au Festival du film européen de Séville, Espagne
En 2023, elle est à l'affiche du film Tropic, sous la réalisation d'Édouard Salier.

## Filmographie
- 2004 : Face of Terror : Leila
- 2004 : Braque à l'espagnole : la fille d'Héctor
- 2006 : Summer rain : La Cuerpo
- 2007 : Love Expresso : María
- 2008 : 8 Dates : María
- 2012 : La cripta : Leonor
- 2013 : The Chase : Carla
- 2014 : La despedida (Farewell) : Mónica
- 2017 : Madre (court métrage) : Marta
- 2019 : Litus : Su
- 2019 : Madre : Elena
- 2020 : A Perfect Enemy : Isabelle
- 2020 : The Crypt, The Last Secret : Leonor
- 2021 : En décalage : C.
- 2022 : Eden : Lidia
- 2023 : Tropic : Mayra
- 2023 : Visions de Yann Gozlan : Ana

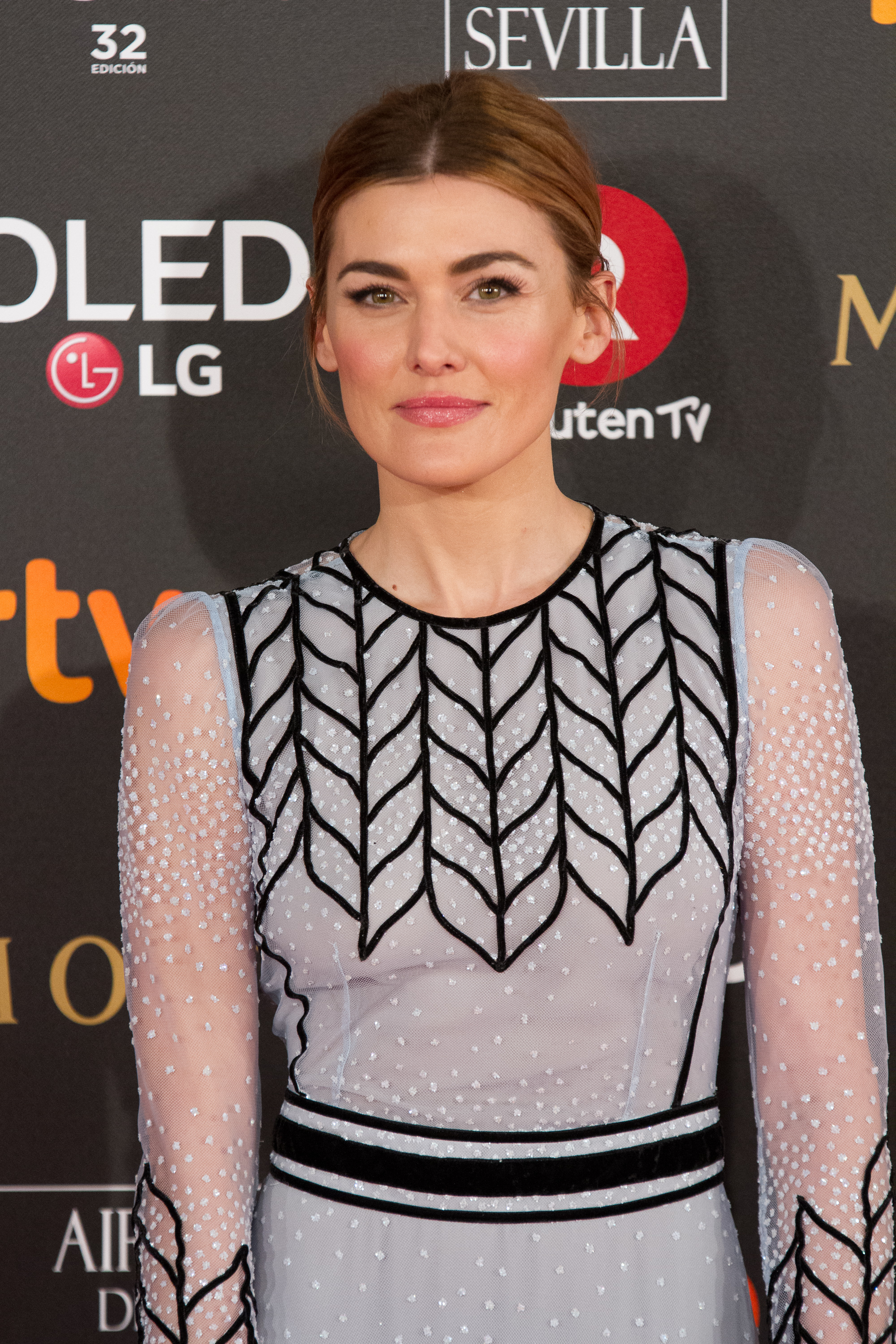
Marta Nieto en 2018 à l'occasion de sa nomination au Prix Goya.